# Foot candle
FC (foot candle) — фут свеча/фут-свеча — единица измерения интенсивности света.
1 FC равен общей интенсивности света, падающего на квадратный фут от источника света 1 свеча, находящегося на расстоянии 1 фута). Термин используется в США для описания чувствительности в технических параметрах. Один FC ≈ 10,764 люкс. 
Интенсивность прямого солнечного света примерно равна 10000 FC. Интенсивность света в пасмурный день — около 1000 FC. Интенсивность света внутри помещения около окна может находиться в диапазоне от 100 до 5000 FC, в зависимости от ориентации окна, времени года и широты.